# Хопкинс, Марк
Марк Хопкинс (англ. Mark Hopkins; 1802 — 1887) — американский просветитель и педагог; президент колледжа Williams College с 1836 по 1872 годы.

## Биография
Родился 4 февраля 1802 года в городе Стокбридж, штат Массачусетс, в семье теолога Самюэля Хопкинса.

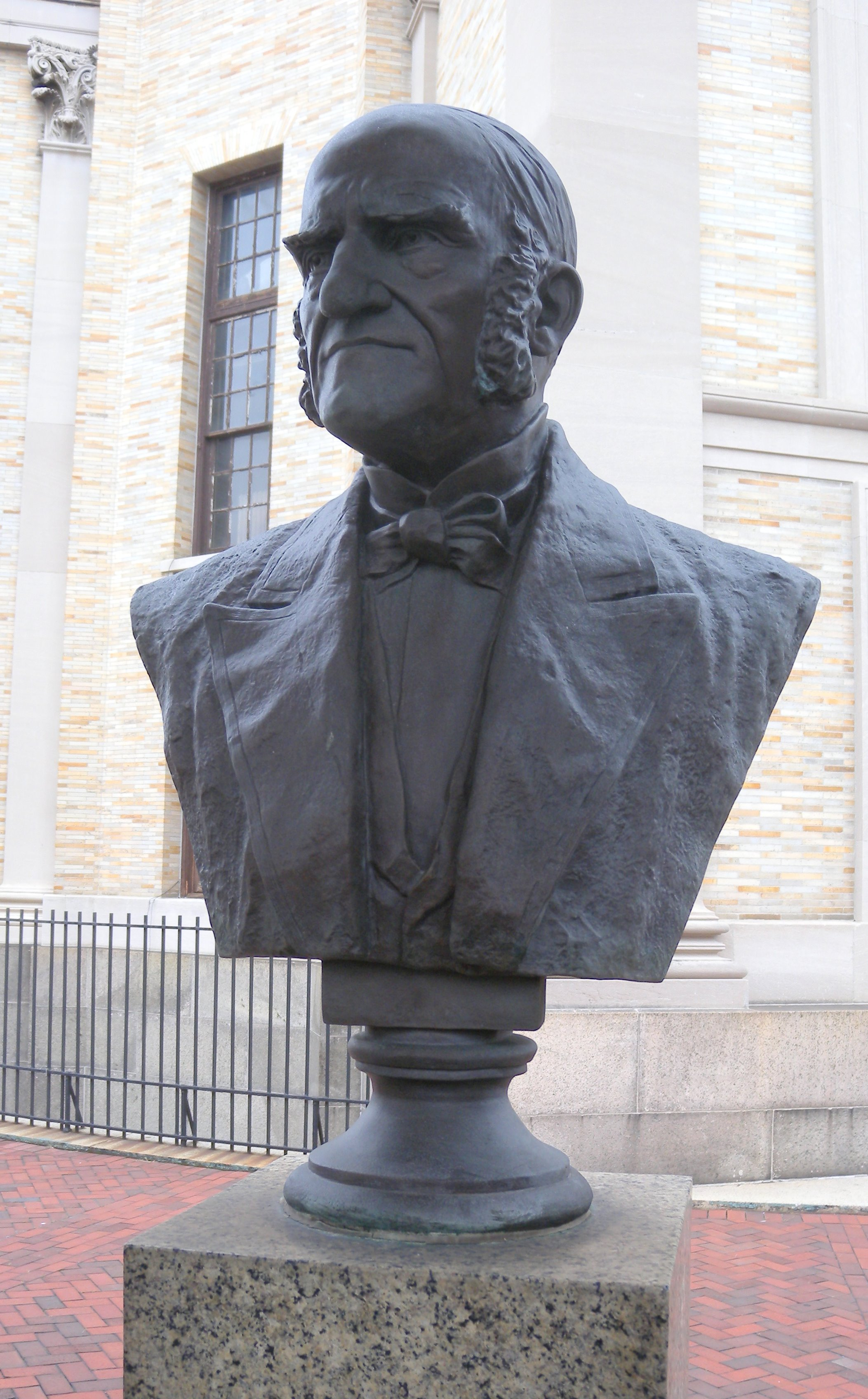
Бюст в Зале славы великих американцев

В 1824 году окончил в Williams College, где работал репетитором в 1825-1827 годах. В 1830 году, после того, как окончил Berkshire Medical College в городе Питсфилд, Массачусетс, Хопкинс стал профессором философии и риторики. В 1833 году он получил лицензию на преподавание в конгрегационалистских церквях. Затем в 1836 году он стал работать в колледже, в котором учился, являясь его президентом по 1872 год. Зарекомендовал себя как один из самых талантливых и наиболее успешных президентов колледжей.
Его курс лекций Evidences of Christianity (1846) читался в Lowell Institute в январе 1844 и был издан отдельной книгой об американской христианской апологетике, издававшейся вплоть до 1909 года. Он был автором и ряда других трудов. Хотя Хопкинс не учился на юриста он проявлял интерес в этой области деятельности. Также он занимался миссионерством, будучи с 1857 года и до своей смерти президентом American Board of Commissioners for Foreign Missions (ныне American Congregational Mission Board).
Умер 17 июня 1887 года в Уильямстауне, штат Массачусетс; похоронен на кладбище колледжа — Williams College Cemetery вместе с женой.

### Семья
Был женат с 1832 года на Мэри Хаббл (англ. Mary Hubbell), у них было десять детей.
Его сын — Генри Хопкинс (1837—1908), с 1903 года и до своей смерти тоже был президентом Williams College. Брат — Альберт Хопкинс (1807—1872), был связан с этим колледжем, который окончил в 1826 году и работал в нём сначала воспитателем, затем стал профессором математики, философии и астрономии. В 1835 году он организовал и провел экспедицию в местечко Joggins, Новая Шотландия, одна из первых крупных экспедиций среди колледжей США.

## Память

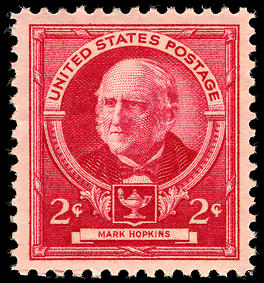
Почтовая марка США

- В 1915 году Марк Хопкинс был включен в Зал славы великих американцев, где ему установлен бюст работы Hans Hoerbst.
- В 1940 году ему была посвящена почтовая марка США.